# Fabio Morena
Fabio Morena est un footballeur allemand, né le 19 mars 1980 à Leinfelden-Echterdingen en Allemagne.

## Carrière
| Saison    | Club          | Pays              | Championnat       | Coupes nationales | Coupes continentales |
| --------- | ------------- | ----------------- | ----------------- | ----------------- | -------------------- |
| 2003-2004 | Sankt Pauli   | Regionalliga Nord | 28 matchs         | 2 matchs          | -                    |
| 2004-2005 | Sankt Pauli   | Regionalliga Nord | 32 matchs / 1 but | 1 match           | -                    |
| 2005-2006 | Sankt Pauli   | Regionalliga Nord | 33 matchs / 1 but | 3 matchs          | -                    |
| 2006-2007 | Sankt Pauli   | Regionalliga Nord | 35 matchs         | -                 | -                    |
| 2007-2008 | Sankt Pauli   | 2.Bundesliga      | 31 matchs / 1 but | 1 match           | -                    |
| 2008-2009 | Sankt Pauli   | 2.Bundesliga      | 18 matchs         | 1 match           | -                    |
| 2009-2010 | Sankt Pauli   | 2.Bundesliga      | 31 matchs         | 2 matchs          | -                    |
| 2010-2011 | Sankt Pauli   | Bundesliga        | 7 matchs          | 1 match           | -                    |
| 2011-2012 | Sankt Pauli   | 2.Bundesliga      | 17 matchs / 1 but | -                 | -                    |
| 2012-2013 | SV Sandhausen | 2.Bundesliga      | 15 matchs         | 2 matchs          | -                    |

Dernière mise à jour le 23 mai 2013

## Palmarès
- FC Sankt Pauli
  - Vainqueur du Championnat Regionalliga Nord en 2007.